# Promobil
Die Zeitschrift promobil erscheint im Verlag Motor Presse Stuttgart in einer verkauften Auflage von rund 70.000 Exemplaren (Verlagsangabe/IVW 1. Quartal 2014). Zielgruppe sind vor allem Fahrer und Interessierte von Wohnmobilen. Nach Verlagsangaben sind die Leser vorwiegend männlich und durchschnittlich 56 Jahre alt. Das Magazin erscheint monatlich.

## Geschichte
Das Magazin wurde 1983 von den Brüdern Hans-Christian Bues und Andreas Bues in Königswinter gegründet. Zu diesem Zeitpunkt war die Zeitschrift die erste ihrer Art, die sich ausschließlich auf das Thema Wohnmobile spezialisierte, und wurde zum Marktführer. Seit 1988 gehört die Zeitschrift zum Verlag Motor Presse Stuttgart, seit 1990 ist auch der Sitz der Redaktion in Stuttgart.

## Inhalte
In den ersten Jahren entwickelte die Zeitschrift Testideen, die bis heute zum festen Repertoire von promobil zählen, wie der Vergleichstest. 1988 wurde der Supercheck eingeführt, ein Test, der ausführliche Daten erhebt. 1994 testete promobil erstmals die Isolationseigenschaften von Wohnmobilen mit Thermografietechnik.
Promobil setzt sich für den Ausbau des Reisemobil-Stellplatz-Netzes in Deutschland und Europa ein. Seit 1992 stellt das Magazin „Stellplätze zum Sammeln“ im Heft zur Verfügung, im Frühjahr 1993 veröffentlichte promobil den ersten Reisemobil-Atlas mit 25 Stellplätzen.
Weitere Rubriken sind Aktuelles, Magazin, Service und Reise.